# Renealmia erythrocarpa
Renealmia erythrocarpa är en enhjärtbladig växtart som beskrevs av Paul Carpenter Standley. Renealmia erythrocarpa ingår i släktet Renealmia och familjen Zingiberaceae. Inga underarter finns listade i Catalogue of Life.